# Oyasumi Punpun
Oyasumi Punpun (おやすみプンプン, Oyasumi Punpun) és una sèrie de manga japonsesa escrita i il·lustrada per Inio Asano. Inicialment fou publicada a la revista Shūkan Young Sunday (週刊ヤングサンデー Shūkan Yangu Sandē) de l'editorial Shogakukan durant els anys 2007 i 2008. Posteriorment va aparèixer al Big Comic Spirits del 2008 al 2013. La sèrie fou publicada en tretze volums en format tankōbon.
Es tracta d'un drama de gènere coming-of-age, que segueix la vida d'un nen anomenat Onodera Punpun, des dels seus anys d'escola primària fins als seus 20 anys, mentre fa front a la seva família disfuncional, vida amorosa, amics, objectius vitals i ment hiperactiva. De tant en tant, el manga també se centra en les vides i les lluites dels seus companys i familiars. Punpun i els membres de la seva família són humans normals, però se'ls representa al lector en forma d'ocells gargotejats, que contrasten amb l'estil realista i a vegades hiperrealista d'Inio Asano.
El manga explora temes com la depressió, l'amor, l'aïllament social, el sexe, la mort i la família.

## Resum
Oyaumi Punpun segueix les experiències vitals de Punpun Onodera, un jove que viu al Japó, així com d'alguns dels seus amics. La història segueix a Punpun mentre creix, dividint-la en quatre etapes de la seva vida: l'escola primària, l'escola secundària, l'institut i els seus primers vint anys.

## Personatges
Punpun Onodera (小野寺 プンプン, Onodera Punpun) / Punpun Punyama (プン山 プンプン, Punyama Punpun)
Un noi repersentat com un ocell, malgrat que també és representat en altres formes a mesura que evoluciona el seu personatge. Quan se sent confós o deprimit per la vida, consulta "Déu" amb un cant que li va ensenyar el seu oncle.
Aiko Tanaka (田中 愛子, Tanaka Aiko)
És el primer amor de Punpun. Al principi, Aiko suggereix que ella i Punpun fugin cap a Kagoshima. De tant en tant pren el cognom Orihara (織原).
Déu (神, Kami, literalment Déu)
Un ésser, mostrat com un cap amb un pentinat afro, que apareix sovint davant de Punpun en els seus moments de necessitat.
Mare de Punpun
La mare de Punpun, deprimida i que pateix canvis d'humor i problemes d'ira. Té una relació molt conflictiva amb Punpun, a qui dona el seu cognom, Onodera, després que ella i el pare de Punpun es divorcien.
Yūichi Onodera (小野寺 雄一, Onodera Yūichi)
L'oncle de Punpun, d'edat trenta ben entrats i mig freeter (フリーター Furiitaa). Yūichi té cura de Punpun mentre la seva mare és a l'hospital.
Midori Ōkuma (大隈 翠, Ōkuma Midori)
La xicota de Yūichi, que regenta una cafeteria. S'uneix breument a la família de Punpun durant l'escola mitjana i ajuda a tenir cura d'ell i de la seva família.
Sachi Nanjō (南条 幸, Nanjō Sachi)
Una jove que Punpun coneix en la seva vida adulta. És una aspirant a artista de manga que es converteix en una de les amigues íntimes de Punpun.
Masumi Seki (関 真澄, Seki Masumi)
Un dels amics de la infància de Punpun, i company proper de Shimizu. És cínic i distant, però es preocupa profundament per Shimizu.
Kō Shimizu (清水 コー, Shimizu Kō)
Un dels amics de la infància de Punpun. Shimizu té una imaginació salvatge i és molt depenent de Seki. Més tard s'uneix al culte de Pegàs, una secta.
Toshiki Hoshikawa / "Pegasus" (星川 敏樹, Hoshikawa Toshiki)
El líder d'un culte a la ciutat on viu Punpun. És un personatge secundari recurrent.
Mitsuko Tanaka (田中 光子, Tanaka Mitsuko)
La mare de l'Aiko. Membre del culte, és cruel i abusadora amb la seva filla, i mostra signes d'inestabilitat mental. Tot i que acaba paralitzada, capítols posteriors suggereixen que simulava.
Heiroku Shishido (宍戸平六, Shishido Heiroku)
El propietari del pis on viu Punpun, que esdevé el seu amic.
Shuntarō Harumi (晴見俊太郎, Harumi Shuntaro)
Un dels amics de la infància de Punpun. Esdevé professor de primària.

## Producció
Asano va anunciar el manga un any després d'acabar Solanin. Encoratjat pel seu èxit, Asano va dir que havia posat punt final a les "històries per sentir-se bé". Malgrat l'oposició inicial del seu editor i editor, va continuar amb el manga. Tokie Komuro, l'editor en cap de Gekkan Sunday Gene-X (月刊サンデーGENE-X Gekkan Sandē Jenekkusu), partidari d'Asano, va dir que l'única raó per la qual Asano va poder serialitzar el manga va ser per la seva bona trajectòria i bona reputació dels seus treballs anteriors.
Volia [atrapar] als lectors que vinguessin al llibre pensant que Punpun era maco, i decepcionar-los. (Riu) Volia dir-li al lector: "Aquí hi ha un tipus de manga diferent. Mireu fins a quins nivells de profunditat de la realitat el manga es pot endinsar".
Quan inicialment va planificar la història, Asano va voler fer una crònica del creixement de Punpun durant deu anys en set volums. La primera meitat havia de ser un romanç, i la segona, quan Punpun i l'Aiko s'escapen, com una road movie. El manga va créixer fins als tretze volums perquè Asano es volia centrar en l'art i perquè molts personatges van desenvolupar les seves pròpies històries laterals. Asano va destacar deliberadament certs elements de la primera part, com la seva ximpleria, per augmentar el xoc de la segona part. Amb cada gir fosc del manga, les vendes baixaven, cosa que Asano lamentava perquè els seus lectors estaven sent alienats. També va veure els seus lectors com un enemic quan va rebre crítiques, fet que el va portar a reaccionar amb duresa, provocant així més reaccions. El manga també va servir com a sortida per als dubtes i les pors d'Asano, com ara la por que pogués ser víctima o autor d'un assassinat.
Quan va dissenyar Punpun, Asano va voler trobar un equilibri entre fer que el seu protagonista masculí fos massa guapo o massa lleig i va decidir deixar que els lectors s'imaginin la seva cara. Asano va planejar originalment representar tots els personatges com la família de Punpun, però al seu editor no li va agradar la idea. Asano va utilitzar fotografia i gràfics per ordinador per als fons del manga. Els fons exteriors es van crear a partir de fotografies, convertint-les en blanc i negre i imprimint-les perquè els seus assistents poguessin dibuixar-hi contorns i objectes. Els interiors es van crear amb un programari de modelatge 3D, que tenia l'avantatge de capturar angles impossibles amb les càmeres. Quan se li va preguntar per què posava tant èmfasi en els fons, Asano va dir que permet que els dibuixos tinguin més impacte, sobretot perquè personatges com Punpun manquen de dinamisme. Més tard, Asano es va penedir de processar digitalment les seves imatges perquè sentia que estava arruïnant el seu art de ploma.

## Temes
La representació de Punpun com una caricatura sense rostre tenia l'objectiu d'ajudar els lectors a identificar-se amb Punpun i animar-los a continuar llegint, tant quan es representava com un ocell com en les seves formes posteriors. Asano també va utilitzar l'aspecte senzill de Punpun per al simbolisme, com donar-li banyes de toro per representar Altair, l'estrella del pastor, per simbolitzar el seu triangle amorós com el Triangle d'estiu, amb Aiko com a Vega i Sachi com a Deneb.
Asano va descriure el jove Punpun com un fonamentalista, la qual cosa porta més tard al seu lament i aversió per les zones grises. Asano també va atribuir aquestes característiques als altres personatges: "Els personatges principals de Punpun sempre són nens, la puresa dels quals els porta a fracassar i a convertir-se en inadaptats socials". Al final del manga, Asano originalment anava a fer morir Punpun mentre salvava un fill d'un amic, però va sentir que el final era massa "net". Va continuar amb el tema de que res va bé per a Punpun fent-lo viure i negant la solitud de Punpun després de la mort d'Aiko emparellant-lo amb Sachi. Al capítol final, les experiències de Punpun es contrasten amb les del seu amic de la infància Harumi, per tal de mostrar a Punpun des de la perspectiva d'una persona normal. Harumi veu Punpun envoltat d'amics, però en realitat res li ha anat bé a la vida, emfatitzant encara més el tema del fracàs.
Pel que fa als gèneres, a Asano no li agradava l'etiquetatge del manga com a utsumanga (manga depriment) o surrealista, que va sentir que encasillava el manga. Com que el manga es va publicar en una revista seinen, Asano va crear el manga per a lectors que poguessin acceptar la immoralitat en lloc de veure el protagonista com un model a seguir.

## Publicació
Escrit i il·lustrat per Inio Asano, Oyasumi Punpun es va publicar per primera vegada al Weekly Young Sunday de Shogakukan des del 15 de març de 2007, fins al 31 de juliol de 2008, quan la revista va deixar de publicar-se. Després es va passar a Weekly Big Comic Spirits, essent publicat des del 20 d'octubre de 2008 fins al 2 de novembre de 2013. Shogakukan va compilar els 147 capítols en tretze volums entre el 3 d'agost de 2007 i el 27 de desembre de 2013. Alguns d'aquests volums s'han venut com a edicions especials limitades amb extres de marxandatge diversos.
El manga també ha estat publicat als Estats Units per Viz Media, a França per Kana, a Itàlia per Panini Comics, a Alemanya per Tokyopop, a Taiwan per Taiwan Tohan, a Argentina per Editorial Ivrea, i a Sèrbia per Laguna Publishing. A Espanya, el manga fou publicat per l'editorial Norma el 2007, amb un total de 13 volums.